# Afranthidium pusillum
Afranthidium pusillum är en biart som först beskrevs av Morawitz 1895.  Afranthidium pusillum ingår i släktet Afranthidium och familjen buksamlarbin. Inga underarter finns listade i Catalogue of Life.